# Erledigungserklärung
Als Erledigungserklärung wird im deutschen Prozessrecht eine Prozesshandlung bezeichnet, mit dem ein Streitbeteiligter den Rechtsstreit in der Hauptsache für erledigt erklärt. Es wird zwischen beidseitiger (übereinstimmender) und einseitiger Erledigungserklärung unterschieden.

## Übereinstimmende Erledigungserklärung von Kläger und Beklagten
Eine übereinstimmende Erledigungserklärung liegt vor, wenn die Prozessbeteiligten (Kläger und Beklagter) übereinstimmend die Hauptsache für erledigt erklärt haben. Aufgrund der Dispositionsmaxime können sie die Rechtshängigkeit der Streitsache beenden. Dies bedarf im Normalfall einer Erklärung beider Prozessbeteiligten im Rahmen der mündlichen Verhandlung, durch einen an das Gericht gerichteten Schriftsatz oder zu Protokoll der Geschäftsstelle des jeweiligen Gerichts, vor dem der anhängige Prozess betrieben wird. Eine Erledigungserklärung muss nicht ausdrücklich als solche betitelt werden; es ist genügend, wenn das Erledigungsziel hinreichend deutlich aus der Erklärung hervorgeht.
Erklärt lediglich der Kläger die Hauptsache für erledigt, kann die übereinstimmende Erledigung auch abweichend von dem grundsätzlichen Erklärungserfordernis durch eine Fiktion zustande kommen. Diese tritt ein, wenn nach (bis dahin noch einseitiger) Erledigungserklärung des Klägers der Beklagte dieser Erledigung nicht binnen einer Frist von 2 Wochen ab Zustellung der klägerseitigen Erklärung widerspricht. Im Zivilprozess richtet sich dies nach § 91a Abs. 1 S. 2 ZPO, im Verwaltungsprozess richtet sich dies nach § 161 Abs. 2 S. 2 VwGO. Im Zivilprozess handelt es sich dabei um eine sog. Notfrist. Diese Fiktion greift jedoch nur, wenn der Beklagte auf diese Rechtsfolge durch das Gericht hingewiesen worden ist.
Das Gericht entscheidet dann nicht mehr über die Hauptsache (z. B. über einen Herausgabeanspruch), sondern lediglich über die Kosten.
§ 91a Abs. 1 S. 1 ZPO für den Zivilprozess und § 161 Abs. 2 S. 1 VwGO für den Verwaltungsprozess regeln, wie die bis zum Ende der Rechtshängigkeit angefallenen Kosten (Gerichtskosten und Anwaltskosten) zu verteilen sind. Dies erfolgt nach billigem Ermessen unter Berücksichtigung des bisherigen Sach- und Streitstandes durch Beschluss. Dabei ist darauf abzustellen, wer wahrscheinlich die Kosten zu tragen gehabt hätte, wenn ein streitiges Urteil auf Basis der Aktenlage, wie sie sich zum Zeitpunkt der Erledigungserklärung darstellt, ergangen wäre (sog. Inzidentprüfung).
Mit Bundesgerichtshof hat zu dieser Thematik folgendes entschieden (amtlicher Leitsatz):
„Erklären die Parteien eine vor dem unzuständigen Gericht erhobene, in der Sache aber begründete Unterlassungsklage übereinstimmend in der Hauptsache für erledigt, nachdem der Beklagte die Unzuständigkeit gerügt und sodann eine strafbewehrte Unterlassungserklärung abgegeben hat, sind die Kosten des Rechtsstreits dem Beklagten aufzuerlegen.“

## Einseitige Erledigungserklärung des Klägers
Bis zum Inkrafttreten des 1. Justizmodernisierungsgesetzes vom 24. August 2004 zum 1. September 2004 war die einseitige Erledigungserklärung, die nur vom Kläger ausgehen kann, gesetzlich gänzlich nicht geregelt. Eine einseitige Erledigungserklärung des Beklagten - d. h. ohne Zustimmung des Klägers – ist hingegen nicht möglich, weil er nicht über den Streitgegenstand verfügen darf. Die einseitige "Erledigungserklärung" des Beklagten kann jedoch durch das Gericht als antizipierte Zustimmung zu einer durch den Kläger erklärten Erledigung angesehen werden.
Trotz der fehlenden gesetzlichen Regelung war die einseitige Erledigungserklärung des Klägers allgemein anerkannt, um ihm zu ermöglichen, der zwingenden Kostentragung nach § 91 Abs. 1 ZPO bzw. § 154 Abs. 1 VwGO zu entgehen, wenn seine Klage ursprünglich zulässig und begründet war, d. h. vor Eintritt des erledigenden Ereignisses.

### Zivilprozess
Die Erledigungserklärung des Klägers wird überwiegend als stets zulässige Klageänderung gemäß § 264 Nr. 2 ZPO angesehen. Die Klage bleibt rechtshängig als Feststellungsklage gem. § 256 ZPO mit dem Antrag auf Feststellung, dass sich die ursprünglich zulässige und begründete Klage nunmehr aufgrund des erledigenden Umstandes als unzulässig oder unbegründet darstellt.
Das Problem hat sich durch die Neufassung des § 91a ZPO mit Wirkung zum 1. September 2004 weitgehend erledigt. Demnach entscheidet das Gericht über die Kosten des Verfahrens unter Berücksichtigung des bisherigen Sach- und Streitstandes nach billigem Ermessen auch dann durch Beschluss, wenn der Beklagte der Erledigungserklärung des Klägers nicht innerhalb einer Notfrist von zwei Wochen seit der Zustellung des Schriftsatzes widerspricht, und er zuvor auf diese Folge hingewiesen worden ist.
In § 91 ZPO ist jedoch nicht der Fall der einseitigen Erledigungserklärung geregelt, wenn der Beklagte nicht zustimmt. Insofern muss weiterhin auf § 264 Nr. 2 ZPO ausgewichen werden.
Lag das erledigende Ereignis zwischen Klageeinreichung (Anhängigkeit) und Zustellung (Rechtshängigkeit) - oder vor Klageeinreichung, kann die Erledigung der Hauptsache nicht durch Urteil festgestellt werden, da keine Hauptsache vorgelegen hat.
Das Gericht prüft bei der einseitigen Erklärung nur, ob ein erledigendes Ereignis stattgefunden hat, und ob die ursprüngliche Leistungsklage zulässig und begründet war. Keine Erledigung liegt vor, wenn der Beklagte nur zur Abwendung der Zwangsvollstreckung zahlt.

### Verwaltungsprozess
Das durch den Kläger verfolgte Klagebegehren wird nicht mehr verfolgt. Stattdessen begehrt der Kläger nun die Feststellung der Erledigung. Die eingangs erhobene Klage wird gem. §§ 173 S. 1 VwGO, 264 Nr. 2 ZPO beschränkt. Es handelt sich dabei nicht um eine Klageänderung im Sinne des § 91 VwGO.
Im Verwaltungsprozess wird jedoch nicht der zivilprozessuale Prüfungsumfang durch das Gericht verfolgt, sondern vielmehr allein die Zulässigkeit der nunmehr fortbestehenden Feststellungsklage gem. § 43 VwGO geprüft, sowie das Vorliegen eines erledigenden Ereignisses nach Rechtshängigkeit. Dieses erledigende Ereignis liegt in dem Wegfall der sachlichen und rechtlichen Beschwer. Nicht maßgeblich sind grundsätzlich demgegenüber die Zulässigkeit und Begründetheit der ursprünglich erhobenen Klage, anders als im Zivilprozess. Das Gericht prüft diese nur bei Bestehen eines qualifizierten Interesses des Beklagten an der Feststellung auch dieser Umstände.
Der Grund für die Andersbehandlung liegt darin, dass eine Fortsetzungsfeststellungsklage, wie sie das Verwaltungsprozessrecht in § 113 Abs. 1 S. 4 VwGO kennt, im Zivilprozessrecht nicht existiert, sodass dort faktisch eine Fortsetzungsfeststellungsklage verfolgt wird. Da dem verwaltungsprozessual Klagenden aber auch die Möglichkeit einer Umstellung auf eine Fortsetzungsfeststellungsklage offen steht, diese aber an ein besonderes Feststellungsinteresse geknüpft ist, behilft sich die Rechtsprechung mit der einfachen Feststellungsklage und einem modifizierten Prüfungsumfang.